# تایریس رایس
تایریس رایس (انگلیسی: Tyrese Rice؛ زادهٔ ۱۵ مهٔ ۱۹۸۷) بازیکن بسکتبال اهل ایالات متحده آمریکا است.
از باشگاه‌هایی که در آن بازی کرده‌است می‌توان به پانیونیس، باشگاه بسکتبال پاناتینایکوس، باشگاه بسکتبال بایرن مونیخ، و باشگاه بسکتبال بارسلونا اشاره کرد.